# Pemfling
Pemfling è un comune tedesco di 2 237 abitanti, situato nel land della Baviera.